# إسحاق بابل
إسحاق بابل (الروسية: Бабель, Исаак Эммануилович) (و. 1894 – 1940 م) هو مترجم، وصحفي، وكاتب سيناريو، وكاتب مسرحي، وكاتب من الإمبراطورية الروسية، والاتحاد السوفيتي، ولد في أوديسا، توفي في سجن بيتالك، عن عمر يناهز 46 عاماً، بسبب إعدام رميا بالرصاص.
اشتهر بابل بتأليف سلاح الفرسان الأحمر، وقصة برج الحمام، وحكايات أوديسا – الأخيرة تروي حياة رجال عصابات يهود قادمين من مدينة أوديسا يترأسهم زعيم العصابة بنيا كريك (المستوحاة من شخصية المجرم الأوكراني ميشكا يابونشيك). حظي بابل بإشادة الجماهير ولُقب بأفضل كتاب النثر الروسي اليهودي. في 15 مايو عام 1939 ألقت المفوضية الشعبية للشئون الداخلية القبض عليه بتهم مُلفقة بالإرهاب والتجسس، وأٌعدم رميًا بالرصاص في 27 يناير عام 1940.

## أعماله

### سلاح الفرسان الأحمر
عُين بابل في عام 1920 جنديًا لدى القائد الحربي سيميون بوديوني في جيش سلاح الفرسان الأول، وشهد إحدى حملات الحرب السوفيتية البولندية عام 1920. وثق بابل فظائع الحرب التي شهدها في مذكراته، واستعان بها لاحقًا في كتابة سلاح الفرسان الأحمر، وهي مجموعة قصص قصيرة مثل: «عبور نهر زبروتش»، و«إوزتي الأولى». وعلى ما يبدو أن العنف المروع الذي صوره بابل في قصصه يتعارض بشدة مع طبيعته الوديعة.
كتب بابل: «لم أدر كيف أُعبر عن أفكاري بطريقة واضحة في إيجاز حتى عام 1923. حينها فقط عدت للكتابة». نُشرت عدة قصص أخرى بعدها في مجلة «جبهة الفن اليسرى» في عام 1924، وأضيفت لاحقًا لسلسلة سلاح الفرسان الأحمر. أضحى بابل عدوًا لعدة أطراف قوية في روسيا السوفيتية بسبب التعارض بين وصفه الصريح الصادق لفظائع الحرب وبين بروباغندا الثوار السوفيت. طبقًا لإحدى الروايات المكتشفة حديثًا، غضب المشير بوديوني من أوصاف بابل الفاضحة لجيوش القوزاك الحمراء الغازية، وطالب بإعدام بابل بلا جدوى. ويُعزى فضل نجاة بابل إلى نفوذ الناشر ماكسيم غوركي الذي وفر له الحماية، بل أنه ساعده في نشر أعماله. تُرجمت سلسلة سلاح الفرسان الأحمر إلى الإنجليزية في عام 1929 من قبل جيه. هارلاند، وتُرجمت إلى عدة لغات أخرى لاحقًا.

علق الكاتب الأرجنتيني خورخي لويس بورخيس على سلاح الفرسان الأحمر قائلًا:
«تتباين إيقاعات الأسلوب مع وحشية بعض المشاهد التي تكاد تفوق الوصف. تحظى قصة «ملح» مثلًا بشهرة واسعة مقتصرة على القصائد حصرًا، ولمامًا ما تحظى بها النثور. ويعرفها العديد من الناس عن ظهر قلب».

### حكايات أوديسا
شرع بابل في كتابة حكايات أوديسا في وقت مكوثه في أوديسا، وهي سلسلة قصص قصيرة تدور أحداثها في حارة اليهود التي تُعرف بمولدافانكا في أوديسا، أوكرانيا. وصفت تلك الحكايات حياة مجموعة من المجرمين اليهود قبل الثورة البلشفية وبعدها. ويظهر زعيم العصابات بنيا كريك في معظم تلك القصص، وهو يُعد أحد أهم الأبطال المخالفين للعرف في الأدب الروسي. لاحقًا أُلفت مسرحية الغروب المستوحاة من تلك القصص، وتدور أحداثها حول المهمة التي تعهد بنيا كريك بها لتصحيح أخطاء حارة مولدفانكا. وكانت أول مهمة على قائمة أولوياته هي كبح جماح والده مندل الذي يفرط في شرب الكحوليات ويلاحق النساء.

طبقًا لكلام ناثالي بابل براون:
«عُرضت مسرحية الغروب لأول مرة في مسرح باكو للعمال في 23 أكتوبر عام 1927، ثم عُرضت في أوديسا، كييف؛ وأقيم لها حفلًا في مسرح موسكو للفنون. ولكن آراء النقاد كانت متضاربة. أشاد بعض النقاد بموقفها الصارم المعادي للبرجوازية، وعرضها لعلاقة الابن بأبيه في صورة مشوقة. ولكن النقاد موسكو تحديدًا لم يعجبهم موقف الرواية تجاه البرجوازيين، وادعوا أنه كان موقفًا ضعيفًا ومتناقضًا. أُوقفت تلك المسرحية بعدها عن العرض وأُزيلت من مجموعة مسرحيات مسرح موسكو للفنون».

## وصلات خارجية
- إسحاق بابل على موقع IMDb (الإنجليزية)
- إسحاق بابل على موقع الموسوعة البريطانية (الإنجليزية)
- إسحاق بابل على موقع مونزينجر (الألمانية)
- إسحاق بابل على موقع إن إن دي بي (الإنجليزية)
- إسحاق بابل على موقع قاعدة بيانات الفيلم (الإنجليزية)